# Tragöß-Sankt Katharein
Tragöß-Sankt Katharein är en kommun i Österrike. Den ligger i distriktet Bruck-Mürzzuschlag i förbundslandet Steiermark. Huvudort är Sankt Katharein an der Laming.
Kommunen består av tio orter (Ortschaften) (inom parentes invånarantal 1 januari 2024):

- Hüttengraben (60)
- Oberdorf (190)
- Oberort (369)
- Obertal (25)
- Pichl-Großdorf (382)
- Rastal (177)
- Sankt Katharein an der Laming (267)
- Tal (15)
- Unterort (129)
- Untertal (148)
- Großveitsch (807)
- Kleinveitsch (377)
- Lutschaun (447)
- Mitterdorf im Mürztal (1 901)
- Niederaigen (583)
- Veitsch (368)
- Wartberg im Mürztal (1 961)

Kommunen bildades 1 januari 2015 genom en sammanslagning av kommunerna Tragöß och Sankt Katharein an der Laming.